# Bombolla immobiliària xinesa (2005-2011)

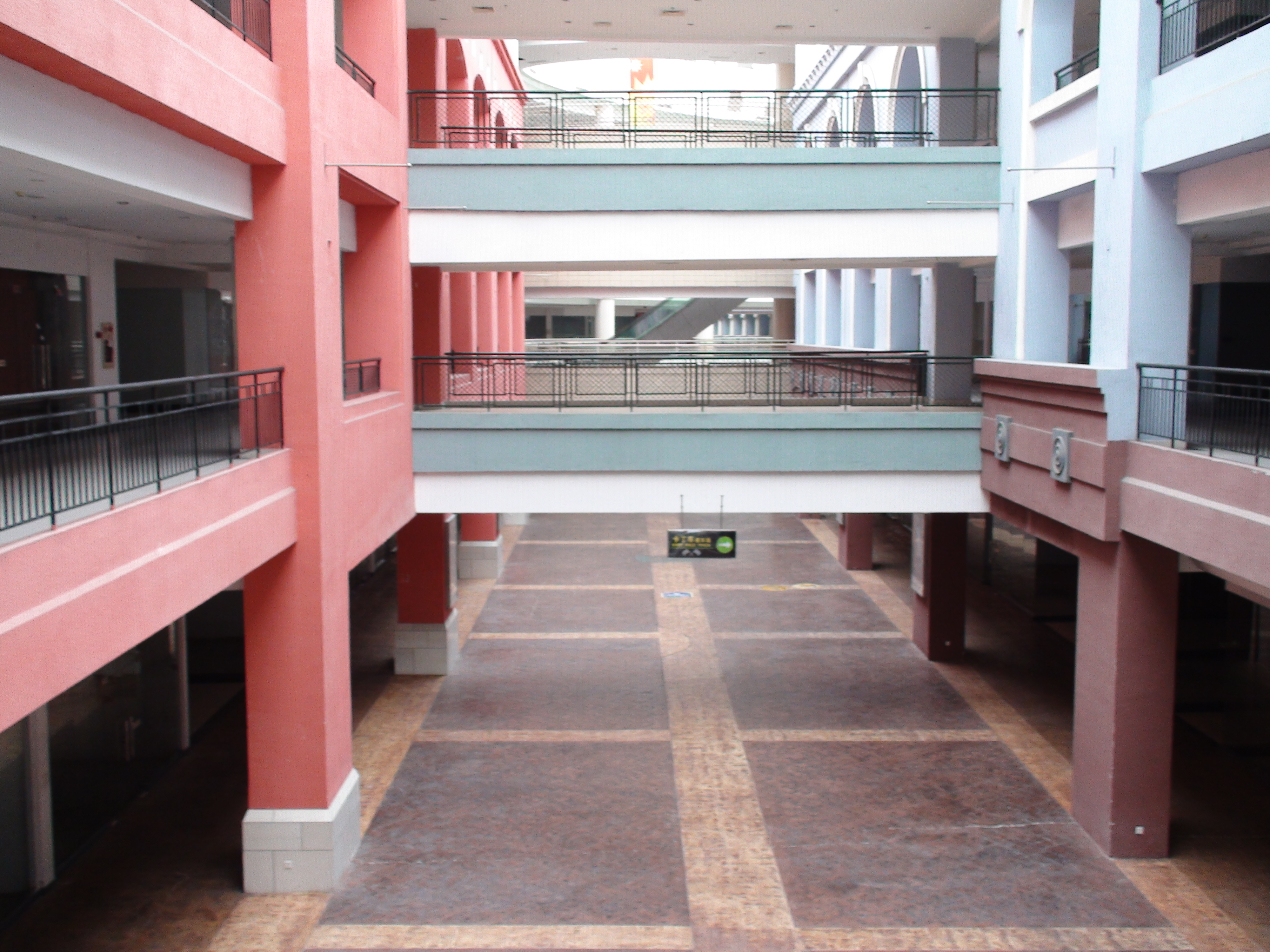
Un passadís buit en el gairebé sempre sol New South China Mall

La bombolla immobiliària xinesa va ser una bombolla econòmica que es va manifestar a la Xina. Va començar a desfer-se ben entrat el 2011, quan els preus dels habitatges van començar a caure gràcies a les polítiques que volien aconseguir que la gent de classe mitjana pogués tenir pisos a les grans ciutats. L'esclat de la bombolla xinesa és conegut com un dels principals factors del declivi en el creixement econòmic xinès durant l'any 2012.
Aquest fenomen havia comportat que els preus dels habitatges es tripliquessin en només quatre anys (2005-2009), possiblement per culpa de les polítiques del govern xinès i de les actituds culturals dels xinesos. Unes de les proves de l'existència d'una bombolla immobiliària van ser un nombre molt elevat de pisos desocupats i el seu cost desorbitat. Els que en criticaven l'existència s'emparaven en les facilitats d'aconseguir una hipoteca, ja que això en justificava els preus.

## Causes
Hi va haver moltes causes que van comportar un augment en el preu dels habitatges. Una d'elles va ser possiblement la facilitat d'aconseguir un préstec bancari, ja que els interessos eren baixos i no s'exigien gaires condicions. El que va permetre aquesta facilitat per endeutar-se fou Wen Jiabao, que oferia contractes molt més atractius que els que hi havia aleshores.